# Until Death
Until Death —Desafío a la muerte en Argentina y España, Hasta la muerte en Perú— es una película del director Simon Fellows, protagonizada por Jean Claude Van Damme.

## Argumento
Anthony Stowe (Jean Claude Van Damme), un detective acabado de las fuerzas policiales de Nueva Orleans y enganchado a la heroína, trata de salir de un asunto sucio de drogas en el que dos oficiales fueron asesinados, al tiempo que su vida sentimental se está derrumbando. Su mujer, Valerie (interpretada por la actriz Selina Giles), le acaba de informar que está embarazada. Pero el niño no es suyo. Anthony recibe un disparo en la cabeza en un ajuste de cuentas con Callahan (Stephen Rea), jefe del crimen organizado, y cae en coma durante seis meses, durante los cuales es cuidado en su casa por Valerie, mientras también trata de decidir qué hacer con su vida. Al despertar del coma y tras una lenta recuperación, Anthony trata de retomar el control de su vida. Puede pronunciar algunas palabras, reconoce caras, pero se puede ver que su mayor dolor es ver al punto al que había llegado su vida. Mientras Anthony trata de recuperar el amor de su mujer, reaparece Callahan, secuestrando a Valerie, forzando así una desesperada lucha y persecución para recuperar a su mujer y su vida.

## Reparto
| Actor                 | Personaje                       |
| --------------------- | ------------------------------- |
| Jean-Claude Van Damme | Detective Anthony Stowe         |
| Selina Giles          | Valerie Stowe                   |
| Mark Dymond           | Mark Rossini                    |
| William Ash           | Serge                           |
| Stephen Lord          | Jimmy Medina                    |
| Gary Beadle           | Jefe Mac Baylor                 |
| C. Gerod Harris       | Ross                            |
| Wes Robinson          | Chad Mansen                     |
| Stephen Rea           | Gabriel Callaghan               |
| Buffy Davis           | Jane                            |
| Alana Maria           | Detective Clementine Harrington |
| Fiona O'Shaughnessy   | Lucy                            |
| Rachel Grant          | Maria Ronson                    |
| Adam Leese            | Van Huffel                      |
| Paul Williams         | Tommy                           |
| Andrew Nienhaus       | Tipo en el jardín sin una ceja  |
| Peter Kuiper          | Viejo gangster                  |
| Raicho Vasilev        | Miembro de tripulación          |
| Yulian Vergov         | Agente 1                        |